# Abu Abedalá ibne Aláqueme
Abu Abedalá Maomé ibne Abederramão ibne Aláqueme Alacmi Arrundi (em árabe: أبوعبدالله محمد بن عبدالرحمن بن الحكيم اللخمي الرندي; romaniz.: Abū ʿAbd Allāh Muḥammad ibn Abd al-Rahman ibn al-Ḥakīm al-Lakhmī al-Rundī; 1261 - 14 de março de 1309) foi um estudioso de Ronda que se tornou um dos principais oficiais do Emirado Necérida de Granada. Nasceu na família Banu Aláqueme, um ramo da dinastia abássida. Enquanto seus irmãos governavam sua cidade natal, foi para o leste para estudar nas principais cidades do mundo islâmico em 1284, retornando dois anos depois. Em 1287, entrou para o serviço na chancelaria do sultão Maomé II (r. 1273–1302) como cátibe (secretário). Além do trabalho como secretário e literato, também serviu como mediador para reconciliar seus irmãos com o sultão quando se rebelaram. Era covizir no tempo da ascensão de Maomé III (r. 1302–1309), tornando-se o único vizir e se intitulando dul uizarataim (dhu al-wizaratayn; "detentor dos dois vizirados") quando seu covizir morreu em 1303. Seu poder cresceu e no final de sua vida era o verdadeiro governante do emirado. Orquestrou uma mudança na política externa, primeiro fazendo a paz com Castela e depois tomando Ceuta, no norte da África, do Império Merínida. O tiro saiu pela culatra e logo Granada foi confrontada com uma aliança tripla de Castela, Aragão e os merínidas. Os cidadãos de Granada, irritados com sua política e estilo de vida extravagante, invadiram seu palácio e o do sultão em 14 de março de 1309. O sultão foi deposto e Abu Abedalá foi morto por seu rival político Atique ibne Almaul.

## Vida

### Primeiros anos e origem
Maomé ibne Abederramão nasceu em 1261 (660 AH) em Ronda. Era descendente de um ramo da dinastia abássida, que governou a Taifa de Sevilha no século XI. Os ancestrais de Abu Abedalá mudaram-se para Ronda (árabe Runda). Um deles se tornou um médico (haquim), em homenagem ao qual toda a linhagem foi posteriormente nomeada. Abu Abedalá tinha dois irmãos mais velhos, Abu Zacaria e Abu Ixaque, que permaneceram em Ronda. Tinham grandes propriedades lá e se tornaram governantes semiautônomos da cidade, reconhecendo primeiro a soberania dos merínida e depois dos nacéridas. Abu Abedalá deixou sua cidade natal em 1284 e foi para o mundo islâmico oriental, onde estudou por muitos anos. Ele e seu amigo, Maomé ibne Ruxaíde de Ceuta, visitaram e estudaram em Meca, Medina, Damasco e várias cidades do Norte da África, obtendo diplomas e montando uma biblioteca considerável. Ele amava particularmente o estudo da poesia e frequentemente recitava seus próprios versos para ibne Ruxaíde.

### Serviço sob Maomé II
Abu Abedalá retornou para Ronda em 1286, enquanto seu amigo continuava sua jornada. Quando o sultão Maomé II (r. 1273–1302) visitou Ronda logo após seu retorno, recitou uma cássida elogiando a recente vitória do sultão sobre os rebeldes Banu Asquilula. Sua educação impressionou o sultão, que o convidou a ingressar no serviço na capital, o que aceitou em 1287. Abu Abedalá começou sua carreira na chancelaria como cátibe alinxa (katib al-insha) e depois como saíbe alcalã alalá (sahib al-qalam al-a'la), o posto mais alto na chancelaria, responsável por compor e editar a correspondência real. Demonstrou sua habilidade literária ao escrever uma riçala sobre a conquista de Quesada de Castela pelo sultão (1295). Em outra ocasião, alguns versos satirizando a dinastia governante circularam na capital e foram atribuídos a Abu Abedalá. O príncipe herdeiro, o futuro Maomé III, ordenou que o cátibe fosse severamente punido, forçando-o a fugir e se esconder em prédios abandonados. Ele voltou ao trabalho somente depois que a raiva do príncipe diminuiu.
Quando seus irmãos desafiaram Maomé II e declararam apoio ao sultão merínida Abu Iacube Iúçufe Anácer, e uma tentativa nacérida de retomar Ronda à força falhou, foi enviado para negociar com seus irmãos. As negociações parecem ter sido bem-sucedidas porque terminaram com os irmãos se submetendo novamente a Maomé II e tendo permissão para continuar governando a cidade. A família Banu Aláqueme governaria Ronda até sua conquista por Isabel I e Fernando II em 1485.

### Ascensão e queda sob Maomé III
Maomé II morreu em 1302 e foi sucedido por seu filho Maomé III (r. 1302–1309), um sultão com uma reputação mista de alta cultura, crueldade e senso de humor. O novo sultão nomeou Abu Abedalá covizir junto com o vizir de seu pai, Abu Sultão ibne Almunim Aldani. O velho vizir queria que o caide (chefe militar) Atique ibne Almaul o sucedesse em sua morte como o único vizir. No entanto, após a morte de Abu Sultão em 1303, Maomé III nomeou Abu Abedalá vizir de qualquer maneira. Por controlar os dois poderosos postos de vizir e cátibe, recebeu o título de du aluizarataim (dhu al-wizaratayn; "detentor dos dois vizirados").
Como du aluizarataim, seu poder cresceu consideravelmente e, no final do reinado de Maomé III, era considerado o verdadeiro governante. Não está claro exatamente quando ou como assumiu o poder absoluto, mas foi em parte devido à cegueira do sultão (ou visão deficiente). Em qualquer caso, a política externa de Granada mudou drasticamente durante o reinado de Maomé III e o vizirado de Abu Abedalá. O sultão herdou uma guerra contra a cristã Coroa de Castela, bem como uma aliança com o cristão Reino de Aragão e o muçulmano Império Merínida. Maomé II havia capturado várias fortalezas nas fronteiras castelhanas, e o novo sultão seguiu com a conquista de Bedemar duas semanas após sua ascensão. No entanto, Granada logo pediu a paz, resultando no Tratado de Córdova de agosto de 1303. Assinado por Abu Abedalá em nome do sultão, estabeleceu Maomé III como um vassalo pagador de tributo de Castela, em troca do reconhecimento dos ganhos de guerra de Granada. Este antagonizou Aragão, que, privado de um aliado, teve que assinar seu próprio tratado mais tarde com Castela. Em 1306, Granada conquistou Ceuta no Norte da África dos merínidas, e foi Abu Abedalá, e não o sultão, que visitou a cidade após sua conquista. No curto prazo, isso fortaleceu o controle de Granada sobre o estreito de Gibraltar, mas incomodou tanto os vizinhos de Granada que Aragão, Castela e os merínidas formaram uma coalizão contra ela. Cada uma das três potências era maior que Granada, e começaram seus preparativos para a guerra.

### Morte
Em Eid al-Fitr de 708 AH (14 de março de 1309), uma multidão enfurecida de cidadãos de Granada atacou os palácios do vizir e do sultão. O palácio de Abu Abedalá foi saqueado e ele foi morto por ibne Almaul; seu cadáver foi maculado pela turba e perdido para que não pudesse ser enterrado. O sultão teve permissão para partir, mas foi forçado a abdicar em favor de seu irmão Nácer; foi autorizado a viver em Almuñécar. Ibne Almaul tornou-se o vizir do novo sultão, mas logo teve que fugir para o Norte da África porque sentiu que sua vida estava ameaçada.